# Rutilia lepida
Rutilia lepida là một loài ruồi trong họ Tachinidae.